# مارك هيلدريث
مارك هيلدريث (Mark Hildreth) ممثل كندي ولد في 24 يناير 1978.

## أدواره في الأنمي

### مسلسلات أنمي تلفزيونية
- التقرير المتنقل الجديد جاندام وينج - هيرو يوي

### أوفا أنمي
- التقرير المتنقل الجديد جاندام وينج: إندليس والتز - هيرو يوي
- فاتال فيوري - تيري بوغارد

## أدواره في الرسوم المتحركة
- أبطال الليزر - زين زهران
- وولفرين والإكس-من - كويك سيلفر

## وصلات خارجية
- مارك هيلدريث على موقع IMDb (الإنجليزية)
- مارك هيلدريث على موقع ألو سيني (الفرنسية)
- مارك هيلدريث على موقع ميوزك برينز (الإنجليزية)
- مارك هيلدريث على موقع أول موفي (الإنجليزية)
- مارك هيلدريث على موقع قاعدة بيانات الفيلم (الإنجليزية)
- مارك هيلدريث على موقع كينوبويسك (الروسية)